# Герб Тонги
Герб Тонги  (тонг. ko e Sila ʻo Tonga) — державний символ Королівства Тонга,  був розроблений в 1875 році, разом з розробкою Конституції Королівства Тонга.

## Опис
Три мечі в правій нижній частині щиту символізують три династії королів Тонги: туі-тонга, туі-хаатакалауа і туі-канокуполу. Тонга була об'єднана королем Сіаосі Тупоу I, який став ініціатором формування першого офіційного уряду Королівства Тонга, а також офіційного герба держави. Голуб з оливковою гілкою в лівій нижній частині символізує бажання народу Тонги в тому, щоб в Королівстві завжди був мир. Три зірки в лівій верхній частині символізують головні острівні групи Тонги: острови Тонгатапу, острови Вавау і Острови Хаапаі. Корона в правій верхній частині гербового щиту символізує правлячого монарха, короля Королівства Тонга. В нижній частині герба розташований національний девіз країни: «Ko e ʻOtua mo Tonga ko hoku Tofiʻa» (в перекладі з тонганської мови «Бог і Тонга — моя спадщина»).
У Тонги не існує офіційно затвердженого опису герба королівства, тому в урядових установах печатка може відрізнятись.